# Giovanni Andrea Lampugnani

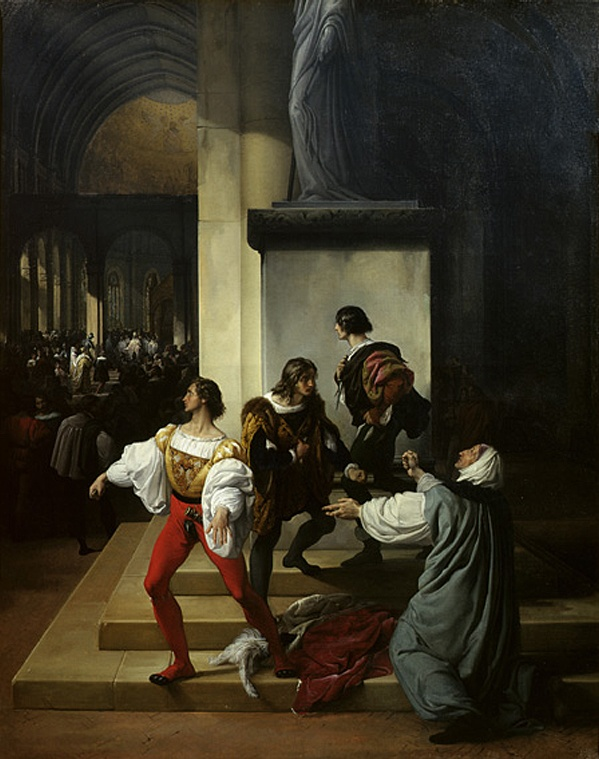
Francesco Hayez, La congiura dei Lampugnani, 1826.

Giovanni Andrea Lampugnani (1430 circa – Milano, 26 dicembre 1476) è stato un nobile italiano.

## Biografia
Apparteneva al nobile casato milanese dei Lampugnani, che per causa del duca Galeazzo Maria aveva perduto prestigio e ricchezze. Desideroso di vendicarsi del duca, il quale lo aveva bistrattato in una certa causa riguardante l'abbazia di Morimondo, Giovanni Andrea organizzò una congiura insieme al giovane umanista Girolamo Olgiati e al paggio sforzesco Carlo Visconti. La congiura era già stata ispirata dal retore bolognese Nicola Capponi, meglio conosciuto come Cola Montano, che li esortava a liberare la patria dal tiranno sull'esempio degli antichi romani. 

### Congiura dei Lampugnani
La congiura venne poi attuata il 26 dicembre 1476: il duca Galeazzo Maria Sforza fu ucciso a pugnalate sulla soglia della basilica di Santo Stefano Maggiore a Milano, ma Giovanni Andrea, che lo aveva colpito per primo, fu a sua volta ucciso da Gallo Mauro, staffiere moro del duca. Il suo cadavere venne poi vituperosamente trascinato per le strade dai fanciulli milanesi fino a divenire irriconoscibile e i suoi resti dispersi.